# WAR (fájlformátum)
WAR File, más szóval Web Application Archive File minden olyan JAR fájl, amely
tartalmaz egy teljes webalkalmazást a Java Servlet specifikáció szerint.
 Az ilyen fájlok végződése „.war“.
A programkód megbízhatóságának ellenőrzése végett a WAR file aláírható digitálisan ugyanúgy, ahogy a JAR file is.

## Szerkezet
A JavaServlet specifikáció definiálja a webalkalmazások szabványos könyvtárszerkezetét. Ez a szerkezet jelenik meg a war fájlokban is.
A lefordított Java osztályok „WEB-INF/classes“ alkönyvtárban vannak, az ott szereplő osztályok (.class fájlok) betöltődnek a webalkalmazás futása során.
A felhasznált programkönyvtárak (azaz JAR fájlok) a WAR file „WEB-INF/lib“ könyvtárában vannak, onnan tölti be őket az alkalmazásszerver ClassLoadere.
Minden olyan fájl, ami nem a WEB-INF könyvtárban van, statikus tartalomként értelmeződik, azaz lehet például HTML vagy JSP lap.
Az alábbi példa egy egyszerű WAR fájl szerkezetét mutatja:
```
/index.html
/vendegkonyv.jsp
/images/logo.png
/WEB-INF/web.xml
/WEB-INF/classes/org/wikipedia/Util.class
/WEB-INF/classes/org/wikipedia/MainServlet.class
/WEB-INF/lib/util.jar
/META-INF/MANIFEST.MF
```

A JAR fájlokban is megadható „META-INF/MANIFEST.MF“ mellett a WAR fájlok tartalmazhatnak egy „WEB-INF“
könyvtárat is, amelyben szerepelhet egy „web.xml“ fájl is, ami a webalkalmazás tulajdonságait és a tartalmazott servleteket írja le.

### WEB-INF/web.xml
A WAR file „WEB-INF“ könyvtárában szereplő „web.xml“ file az ún. deployment descriptor. (Magyarul „telepítési leíró“.)
Ha a webalkalmazás csak JSP oldalakat tartalmaz, akkor a web.xml elhagyható. Ha viszont servleteket is tartalmaz,
akkor a web.xml fájlban adható meg, hogy egy-egy adott URL kérést mely servlethez irányítson a servlet container.
A web.xml tartalmazhatja továbbá kontextusváltozók definícióját is, amelyek a servletekból hivatkozhatóak. Tartalmazhat továbbá környezeti függőségeket is, amelyeket az alkalmazásszervernek rendelkezésre kell bocsátania a futtatáshoz.
Környezeti függőség lehet például egy mail session e-mailek küldéséhez:
```
 
<?xml version="1.0" encoding="UTF-8"?>

 
<!DOCTYPE web-app

     PUBLIC "-//Sun Microsystems, Inc.//DTD Web Application 2.2//EN"

     "http://java.sun.com/j2ee/dtds/web-app_2_2.dtd">

 
<web-app>

     
<display-name>

         
Az
 
alkalmazás
 
neve

     
</display-name>

     
<description>

         
Az
 
alkalmazás
 
leírása

     
</description>

     
<servlet>

         
<servlet-name>
HelloServlet
</servlet-name>

         
<servlet-class>
mypackage.HelloServlet
</servlet-class>

     
</servlet>

     
<servlet-mapping>

         
<servlet-name>
HelloServlet
</servlet-name>

         
<url-pattern>
/HelloServlet
</url-pattern>

     
</servlet-mapping>

     
<resource-ref>

         
<description>

             
Factory
 
osztály
 
egy
 
adott
 
SMTP
 
serverhez
 
megfelelően
 
konfigurált

             
javax.mail.Session
 
objektumok
 
példányosításához.

         
</description>

         
<res-ref-name>
mail/Session
</res-ref-name>

         
<res-type>
javax.mail.Session
</res-type>

         
<res-auth>
Container
</res-auth>

     
</resource-ref>

 
</web-app>

```

A web.xml formátumát (sémadefinícióját) a Sun a 2.3 verzióig DTD fájllal, a 2.4 verziótól kezdődően XSD fájllal adja meg:
- DTD a Servlet 2.2 specifikációhoz
- DTD a Servlet 2.3 specifikációhoz
- XSD a Servlet 2.4 specifikációhoz
- XSD a Servlet 2.5 specifikációhoz

## Hátrányok
A WAR file-ok egyik hátránya, hogy futásidőben nem végezhetőek el apró konfigurációs változtatások. Minden változtatáshoz újra kell generálni és telepíteni az egész WAR fájlt.
A legtöbb JEE web container lehetővé teszi azonban a webalkalmazások könyvtárként való telepítését WAR fájl helyett, így a webalkalmazások fejlesztése során könnyen és gyorsan lehet tesztelni a változtatásokat.
Az ilyen könyvtárakat hívják úgy is, hogy „exploded archive“.

## Lásd még
A Konqueror nevű böngésző is hoz létre „.war“ kiterjesztésű fájlokat, de azoknak teljesen más a formátuma, a nevek egyezése véletlen.

## Fordítás
- Ez a szócikk részben vagy egészben  a   WAR (Sun file format) című angol Wikipédia-szócikk ezen változatának fordításán alapul.  Az eredeti cikk szerkesztőit annak laptörténete sorolja fel. Ez a jelzés csupán a megfogalmazás eredetét és a szerzői jogokat jelzi, nem szolgál a cikkben szereplő információk forrásmegjelöléseként.
- Ez a szócikk részben vagy egészben  a   Web Archive című német Wikipédia-szócikk ezen változatának fordításán alapul.  Az eredeti cikk szerkesztőit annak laptörténete sorolja fel. Ez a jelzés csupán a megfogalmazás eredetét és a szerzői jogokat jelzi, nem szolgál a cikkben szereplő információk forrásmegjelöléseként.